# Championnat du monde de vitesse moto 2004
Navigation
Édition précédente Édition suivante
Le Championnat du monde de vitesse moto 2004 est la 56e saison de vitesse moto organisée par la FIM.

Ce championnat comporte seize courses de Grand Prix, pour trois catégories : MotoGP, 250 cm3 et 125 cm3.

## Attribution des points
Les points du championnat sont attribués aux quinze premiers de chaque course :
| Classement | 1  | 2  | 3  | 4  | 5  | 6  | 7 | 8 | 9 | 10 | 11 | 12 | 13 | 14 | 15 |
| ---------- | -- | -- | -- | -- | -- | -- | - | - | - | -- | -- | -- | -- | -- | -- |
| Points     | 25 | 20 | 16 | 13 | 11 | 10 | 9 | 8 | 7 | 6  | 5  | 4  | 3  | 2  | 1  |

## Grand Prix de la saison 2004
| 1  | 18-04 | Grand Prix d'Afrique du Sud      | Welkom               | Résultats |
| 2  | 2-05  | Grand Prix d'Espagne             | Jerez de la Frontera | Résultats |
| 3  | 16-05 | Grand Prix de France             | Le Mans              | Résultats |
| 4  | 6-06  | Grand Prix d'Italie              | Mugello              | Résultats |
| 5  | 13-06 | Grand Prix de Catalogne          | Barcelone            | Résultats |
| 6  | 26-06 | Grand Prix des Pays-Bas          | Assen                | Résultats |
| 7  | 4-07  | Grand Prix de Rio de Janeiro     | Rio                  | Résultats |
| 8  | 18-07 | Grand Prix d'Allemagne           | Sachsenring          | Résultats |
| 9  | 25-07 | Grand Prix de Grande-Bretagne    | Donington            | Résultats |
| 10 | 22-08 | Grand Prix de République tchèque | Brno                 | Résultats |
| 11 | 5-09  | Grand Prix du Portugal           | Estoril              | Résultats |
| 12 | 19-09 | Grand Prix du Japon              | Motegi               | Résultats |
| 13 | 02-10 | Grand Prix du Qatar              | Doha                 | Résultats |
| 14 | 10-10 | Grand Prix de Malaisie           | Sepang               | Résultats |
| 15 | 17-10 | Grand Prix d'Australie           | Phillip Island       | Résultats |
| 16 | 31-10 | Grand Prix de Valence            | Ricardo Tormo        | Résultats |

## Résultats

### Moto GP
| N° | Date  | Grand Prix                       | Vainqueur       | Deuxième        | Troisième       |
| 1  | 18-04 | Grand Prix d'Afrique du Sud      | Valentino Rossi | Max Biaggi      | Sete Gibernau   |
| 2  | 2-05  | Grand Prix d'Espagne             | Sete Gibernau   | Max Biaggi      | Alex Barros     |
| 3  | 16-05 | Grand Prix de France             | Sete Gibernau   | Carlos Checa    | Max Biaggi      |
| 4  | 6-06  | Grand Prix d'Italie              | Valentino Rossi | Sete Gibernau   | Max Biaggi      |
| 5  | 13-06 | Grand Prix de Catalogne          | Valentino Rossi | Sete Gibernau   | Marco Melandri  |
| 6  | 26-06 | Grand Prix des Pays-Bas          | Valentino Rossi | Sete Gibernau   | Marco Melandri  |
| 7  | 4-07  | Grand Prix de Rio de Janeiro     | Makoto Tamada   | Max Biaggi      | Nicky Hayden    |
| 8  | 18-07 | Grand Prix d'Allemagne           | Max Biaggi      | Alex Barros     | Nicky Hayden    |
| 9  | 25-07 | Grand Prix de Grande-Bretagne    | Valentino Rossi | Colin Edwards   | Sete Gibernau   |
| 10 | 22-08 | Grand Prix de République tchèque | Sete Gibernau   | Valentino Rossi | Max Biaggi      |
| 11 | 5-09  | Grand Prix du Portugal           | Valentino Rossi | Makoto Tamada   | Alex Barros     |
| 12 | 19-09 | Grand Prix du Japon              | Makoto Tamada   | Valentino Rossi | Shinya Nakano   |
| 13 | 02-10 | Grand Prix du Qatar              | Sete Gibernau   | Colin Edwards   | Rubén Xaus      |
| 14 | 10-10 | Grand Prix de Malaisie           | Valentino Rossi | Max Biaggi      | Alex Barros     |
| 15 | 17-10 | Grand Prix d'Australie           | Valentino Rossi | Sete Gibernau   | Loris Capirossi |
| 16 | 31-10 | Grand Prix de Valence            | Valentino Rossi | Max Biaggi      | Troy Bayliss    |

### 250 cm³
| N° | Date  | Grand Prix                       | Vainqueur       |
| 1  | 18-04 | Grand Prix d'Afrique du Sud      | Daniel Pedrosa  |
| 2  | 2-05  | Grand Prix d'Espagne             | Roberto Rolfo   |
| 3  | 16-05 | Grand Prix de France             | Daniel Pedrosa  |
| 4  | 6-06  | Grand Prix d'Italie              | Sebastian Porto |
| 5  | 13-06 | Grand Prix de Catalogne          | Randy de Puniet |
| 6  | 26-06 | Grand Prix des Pays-Bas          | Sebastian Porto |
| 7  | 4-07  | Grand Prix de Rio de Janeiro     | Manuel Poggiali |
| 8  | 18-07 | Grand Prix d'Allemagne           | Daniel Pedrosa  |
| 9  | 25-07 | Grand Prix de Grande-Bretagne    | Daniel Pedrosa  |
| 10 | 22-08 | Grand Prix de République tchèque | Sebastian Porto |
| 11 | 5-09  | Grand Prix du Portugal           | Toni Elías      |
| 12 | 19-09 | Grand Prix du Japon              | Daniel Pedrosa  |
| 13 | 02-10 | Grand Prix du Qatar              | Sebastian Porto |
| 14 | 10-10 | Grand Prix de Malaisie           | Daniel Pedrosa  |
| 15 | 17-10 | Grand Prix d'Australie           | Sebastian Porto |
| 16 | 31-10 | Grand Prix de Valence            | Alex De Angelis |

### 125 cm³
| N° | Date  | Grand Prix                       | Vainqueur         |
| 1  | 18-04 | Grand Prix d'Afrique du Sud      | Andrea Dovizioso  |
| 2  | 2-05  | Grand Prix d'Espagne             | Marco Simoncelli  |
| 3  | 16-05 | Grand Prix de France             | Andrea Dovizioso  |
| 4  | 6-06  | Grand Prix d'Italie              | Roberto Locatelli |
| 5  | 13-06 | Grand Prix de Catalogne          | Héctor Barberá    |
| 6  | 26-06 | Grand Prix des Pays-Bas          | Jorge Lorenzo     |
| 7  | 4-07  | Grand Prix de Rio de Janeiro     | Héctor Barberá    |
| 8  | 18-07 | Grand Prix d'Allemagne           | Roberto Locatelli |
| 9  | 25-07 | Grand Prix de Grande-Bretagne    | Andrea Dovizioso  |
| 10 | 22-08 | Grand Prix de République tchèque | Jorge Lorenzo     |
| 11 | 5-09  | Grand Prix du Portugal           | Héctor Barberá    |
| 12 | 19-09 | Grand Prix du Japon              | Andrea Dovizioso  |
| 13 | 02-10 | Grand Prix du Qatar              | Jorge Lorenzo     |
| 14 | 10-10 | Grand Prix de Malaisie           | Casey Stoner      |
| 15 | 17-10 | Grand Prix d'Australie           | Andrea Dovizioso  |
| 16 | 31-10 | Grand Prix de Valence            | Héctor Barberá    |

## Classement des pilotes MotoGP
| Clas. | Pilote          | Pays       | Constructeur | Nombre de points |
| ----- | --------------- | ---------- | ------------ | ---------------- |
| 1er   | Valentino Rossi | Italie     | Yamaha       | 304              |
| 2e    | Sete Gibernau   | Espagne    | Honda        | 257              |
| 3e    | Max Biaggi      | Italie     | Honda        | 217              |
| 4e    | Alex Barros     | Brésil     | Honda        | 165              |
| 5e    | Colin Edwards   | États-Unis | Honda        | 157              |
| 6e    | Makoto Tamada   | Japon      | Honda        | 150              |
| 7e    | Carlos Checa    | Espagne    | Yamaha       | 117              |
| 8e    | Nicky Hayden    | États-Unis | Honda        | 117              |
| 9e    | Loris Capirossi | Italie     | Ducati       | 117              |
| 10e   | Shinya Nakano   | Japon      | Kawasaki     | 83               |

## Classement des pilotes 250 cm³
| Clas. | Pilote          | Pays        | Constructeur | Nombre de points |
| ----- | --------------- | ----------- | ------------ | ---------------- |
| 1er   | Daniel Pedrosa  | Espagne     | Honda        | 317              |
| 2e    | Sebastian Porto | Argentine   | Aprilia      | 256              |
| 3e    | Randy de Puniet | France      | Aprilia      | 214              |
| 4e    | Toni Elías      | Espagne     | Honda        | 199              |
| 5e    | Alex De Angelis | Saint-Marin | Aprilia      | 147              |
| 6e    | Hiroshi Aoyama  | Japon       | Honda        | 144              |
| 7e    | Fonsi Nieto     | Espagne     | Aprilia      | 124              |
| 8e    | Roberto Rolfo   | Italie      | Honda        | 116              |
| 9e    | Manuel Poggiali | Saint-Marin | Aprilia      | 95               |
| 10e   | Franco Battaini | Italie      | Aprilia      | 93               |

## Classement des pilotes 125 cm³
| Clas. | Pilote            | Pays      | Constructeur | Nombre de points |
| ----- | ----------------- | --------- | ------------ | ---------------- |
| 1er   | Andrea Dovizioso  | Italie    | Honda        | 293              |
| 2e    | Héctor Barberá    | Espagne   | Aprilia      | 202              |
| 3e    | Roberto Locatelli | Italie    | Aprilia      | 192              |
| 4e    | Jorge Lorenzo     | Espagne   | Derbi        | 179              |
| 5e    | Casey Stoner      | Australie | KTM          | 145              |
| 6e    | Pablo Nieto       | Espagne   | Aprilia      | 138              |
| 7e    | Álvaro Bautista   | Espagne   | Aprilia      | 129              |
| 8e    | Steve Jenkner     | Allemagne | Aprilia      | 122              |
| 9e    | Mirko Giansanti   | Italie    | Aprilia      | 105              |
| 10e   | Mika Kallio       | Finlande  | KTM          | 86               |